# Studené (Jílové u Prahy)
Studené (německy Kaltengrund) je vesnice v okrese Praha-západ, je součástí města Jílové u Prahy. Je roztroušena v horní části údolí Kocour kolem Kocourského (Studeného) potoka, stékajícího na jih k Sázavě, asi 1 až 2 kilometry jihozápadně od vlastního města Jílové u Prahy a 1 až 2 kilometry severovýchodně od Luk pod Medníkem a 1 až 2 kilometry severozápadně od Žampachu. Je zde evidováno 174 adres, z toho 106 jsou domy s číslem popisným a 68 převážně rekreační objekty s číslem evidenčním.

## Území a objekty
Roku 1950 byla osada Studené rozdělena na Horní Studené (které zůstalo částí obce Jílové u Prahy) a Dolní Studené (která se stalo částí nové obce Luka pod Medníkem). Dnes jsou Luka pod Medníkem opět částí Jílového a obě části Studeného jsou opět sloučeny do jedné místní části, avšak osada je rozdělena do dvou katastrálních území, Jílové u Prahy a Luka pod Medníkem (hranici tvoří zdejší potůček, do k. ú. Luka pod Medníkem spadá menší, pravobřežní část Horního i Dolního Studeného). Obě části tvoří souvislý pás roztroušené domkářské zástavby promíšené s chatami. Domky v údolí Kocour na pravém břehu potoka od ev. č. 619 a č. p. 186 níže patří k místní části Luka pod Medníkem, dům č. p. 1 na levém břehu proti štole svatého Josefa patří ke Studenému.
V Horním Studeném na stráni vrchu Pepř se nachází rozsáhlý objekt bývalého zlatorudného hlubinného dolu. Důl Pepř fungoval od roku 1830 do roku 1968. V hloubce 150 m byl spojen s Bohulibskou jámou. Úpravna rud v letech 1958–1968 vyprodukovala 1, 2 tuny zlata. Po roce 1968 slouží část objektu a nová přístavba lešenářské firmě HAKI (původně národní podnik, dnes a. s.), zbytky důlního objektu chátrají.
K Hornímu Studenému přináleží také vrchol Pepř s kovovou telekomunikační věží, která slouží též jako volně přístupná rozhledna s otevřený schodištěm, a se zemním vodojemem.

## Doprava
Do Horního Studeného (přes vesnici k továrně) vede do stráně nad levým břehem Kocourského potoka silnice III/1044a, slepá odbočka ze silnice III/1044. Autobusová linka PID č. 441 zde má dvě zastávky, jednu v centru vsi a druhou poblíž továrny. Jezdí pouze v pracovních dnech, a to (stav 2013) 5 spojů denně do Luk pod Medníkem (některé s návazností na vlak) a 7 spojů denně do Jílového (kde většina spojů navazuje na autobusovou linku z/do Praha). Do Dolního Studeného, vzdáleného necelý kilometr jižně, vede místní komunikace spojující Horní Studené se Žampachem a turistické stezky. Pod Studeným údolí křižuje Kocourským viaduktem trať Posázavského pacifiku, avšak nemá poblíž žádnou zastávku, nejbližší stanice jsou Jílové u Prahy (v Kabátech) a Luka pod Medníkem.

## Turistika
Oblastí prochází větvená naučná stezka Jílovské zlaté doly, naučná stezka Jílovské vyhlídky, modře značená trasa z Jílového do Luk pod Medníkem a dvě žlutě značené trasy (jedna značená pásově a druhá místním značením).